# ابوالفتح محمد میرزا
ابوالفتح محمد میرزا (۱۱۸۷ – ۲ محرم ۱۲۳۲، ۱۷۷۲ –۲۱ نوامبر ۱۸۱۶) یا سلطان محمد دوم، پسر شاه سلطان حسین دوم بود. وی واپسین شاهزاده صفوی‌تبار بود که مدعی سلطنت شد. در سال ۱۲۰۰ (۱۷۸۶) آقامحمدخان قاجار به نام او خطبه خواند و سکه زد تا از مشروعیت وی استفاده کند اما شاهزاده از قبول کردن سلطنت سرباز زد و به هند مهاجرت کرد.

## اوایل زندگی
محمد میرزا در سال ۱۱۸۷ (۱۷۷۲) در کربلا متولد شد. پدرش سلطان حسین دوم و مادرش شاهزاده‌خانمی صفوی‌تبار بود. او در دوران کودکی پدرش را از دست داد و در عراق به تحصیل علوم دینی پرداخت. شاهزاده پس از آن که دوران طفولیت را در عراق گذراند برای زیارت حرم امام رضا وارد مشهد شد. شاهرخ شاه که از طرف مادری با شاهزاده جوان نسبت داشت (مادرش فاطمه سلطان بیگم خواهر شاه تهماسب دوم بود) وی را به گرمی پذیرفت. شاهرخ که خود از نسل صفویان محسوب می‌شد قصد داشت برای تحکیم حکومت پسرش نادر میرزا کاری کند، تصمیم گرفت وی با دختر شاه سلطان حسین دوم که همراه برادرش به مشهد آمده بود ازدواج کند ولی نادر میرزا مخالفت کرد و شاهزاده جوان به عراق بازگشت.

## مشروعیت و حکومت
دوران فعالیت‌های ابوالفتح میرزا با مرگ کریم‌خان زند که با زور و شمشیر امنیت را به کشور بازگردانده بود مصادف شده بود. پس از مرگ کریم خان دوباره آشوب و بحران کشور را فراگرفته، مدعیان قدرت در گوشه و کنار سر برآورده بودند و برای بدست گرفتن قدرت بدنبال مشروعیت بودند و از آن جا که در این ایام ابوالفتح میرزا به عنوان بهترین راه برای رسیدن به هدف مشروعیت بخشیدن به قدرت بود، طالبان قدرت با وی نامه‌نگاری انجام دادند. یکی از این طالبان قدرت آقامحمدخان قاجار بود. ایل قاجار که پس از سقوط اصفهان، همواره در پی کسب قدرت بودند این بار از بحران بوجود آمده بعد از مرگ کریم خان سود جویی کردند، آقا محمدخان قصد داشت مانند محمدحسن‌خان که شاه اسماعیل سوم را مدتی در اختیار داشت او نیز به اسم یکی از شاهزادگان صفوی قدرت را به دست گیرد. به همین منظور زمانی که شاهزاده در طبس بود نامه ای به این مضمون به وی نوشت:
این فدوی پیر با سکه و خطبه به نام آن حضرت در شهرها و مساجد و منابر بلندآوازه گردیده‌است. الحال مناسب بندگان حضور این است که بی تأمل عازم دارالسلطنت تهران شوند تا جان فشانی را بر همگان معلوم نماییم.
در مورد سکه‌هایی که آغا محمدخان به نام شاهزاده ضرب کرده بود ویلیام مورلی کارمند کمپانی هند شرقی از چند روپیه سخن می‌گوید که ضرب شده در دارالسلطنه تهران بوده و روی آن‌ها نوشته شده بود:
| به زر زد سکه از الطاف سرمد |
| شه والا گهر سلطان محمد     |

سرداران خراسان به خصوص میرمحمد خان خزیمه حاکم طبس که از نامه نگاری شاهزاده و خان قاجاری در هراس بودند سعی داشتند که مانع مذاکرات شاهزاده و آقا محمدخان شوند، همین مسئله باعث شد که شاهزاده به شیراز بگریزد. وی در فارس مورد استقبال حاج ابراهیم خان کلانتر قرار گرفت ولی یکی از معتمدان لطفعلی‌خان زند به شاهزاده هشدار داد که شیراز را ترک کند به همین منظور ابوالفتح میرزا در اواخر سال ۱۲۰۵ (۱۷۹۱). به بهانه حج راهی عمان شد. او در واقع بخاطر اطلاع از سرگذشت گذشتگان خود به خوبی مطلع بود، دوست نداشت مانند شاه سلطان حسین دوم و شاه اسماعیل سوم که عروسک‌هایی در دستان علیمردان‌خان بختیاری و کریم‌خان زند بودند او نیز در دست سرداران خراسان یا خان قاجار باشد.

## مهاجرت به هند
ابوالفتح میرزا درظاهر به بهانهٔ زیارت مکه و در باطن از ترس آقامحمدخان راهی مسقط شد. در آن جا مورد استقبال خلفای نایب امام خوارج قرار گرفت. شاهزاده به دلیل آن که ایام حج سپری شده بود و در سند پیروان زیادی داشت عازم دیار سند شد. سلطان محمد در سند مور استقبال گرم روسای ایل کلهر و پیرکرمعلی خان که یکی از امیران حیدرآباد سند بود قرار گرفت و با مریدان خاندان صفوی در سند آشنا شد. پس از شش ماه شاهزاده از حیدرآباد به راجپوت رفت تا زمینه سفر حج را فراهم کند، راجهٔ راجپوت او را پذیرفت و گرامی داشت. همه چیز برای سفر دریایی به عربستان آماده شده بود ولی آب و هوای بد سند سلامت شاهزاده را به خطر انداخته بود از همین رو به لاهور رفت و از رفتن سفر حج منصرف شد. او در لاهور مورد استقبال میرسهراب خان و میررستم خال حاکمان محلی لاهور قرار گرفت و چند صباحی را در لاهور گذراند.
با فرارسیدن زمستان برخی از مریدان شاهزاده پیشنهاد کردند او به پیشاور برود و با تیمورشاه پسر احمدشاه درانی دیدار کند ولی در میان راه با شیخ حمید قادری و سید جلال‌الدین محمد نوبهار جلالی برخورد کرد که به او سفارش کردند به جای یاری خواستن از تیمور شاه به دهلی رفته و از پادشاه مغولی هند و مقامات انگلیسی کمک بگیرد. ابوالفتح میرزا نیز سفارش آنان را پذیرفت راهی دهلی شد. در راه دهلی شاهزاده مورد حملهٔ راهزنان قرار گرفت که بسیاری از اشیای ارزشمند متعلق به نیاکانش را ربودند در راجستان شاهزاده آگاه شد که شاه عالم دوم امپراتور هند به دست غلام قادرخان به دست رئیس قبیله رحیله نابینا شده‌است؛ بنابراین به جای رفتن به دهلی به لکهنو رفتند، پادشاه هند در نامه ای که به سرهنگ ویلیام پاسریک از رسای کمپانی هند شرقی نوشته از شاهزادهٔ صفوی به عنوان برادرزادهٔ خود نام برده‌است و به دستور پادشاه انگلیسی‌ها موظف به پرداخت خرج مطبخ شاهزاده بودند و شاهزاده در لکهنو در کاخی که به کمپانی هند شرقی تعلق داشت بود اقامت گزید.
محمد میرزا تا پایان عمر خود در لکنهو به سر برد و در آنجا برای خود درباری کوچک تشکیل داد. او فردی ادیب بود و کتاب‌های زیادی درهند نوشت از جمله آن‌ها؛ اخلاق محمدی و تحفه‌السلاطین صفوی را می‌توان نام برد. ابوالفتح میرزا در ۲ محرم ۱۲۳۲ (۲۱ نوامبر ۱۸۱۶) از دنیا رفت و در لکنهو دفن شد. برابر با این زمان فتحعلی‌شاه قاجار در ایران حکومت می‌کرد.

## بازماندگان
محمد میرزا ابتدا با شهربانو بیگم دختر میرزا زین‌العابدین صاعدی ازدواج کرد و از وی صاحب دو فرزند شد، عباس میرزا (فوت ۱۲۱۰)، فاطمه سلطان بیگم (متولد ۱۲۱۰)، همسر دیگر محمد میرزا خورشید بیگم دختر خیرات علی خان بود که از وی صاحب چهار فرزند شد، ام‌کلثوم بیگم (متولد ۱۲۱۳)، زینب‌النسا بیگم (متولد ۱۲۱۴) تاج‌الدین احمد میرزا (متولد ۱۲۱۵) و علی میرزا (متولد ۱۲۱۸). ام‌کلثوم بیگم با محمدقیصر میرزا پسر محمدسلیمان شکوه میرزا نوه شاه عالم دوم در سال ۱۲۱۷ ازدواج کرد.